# 山中塗

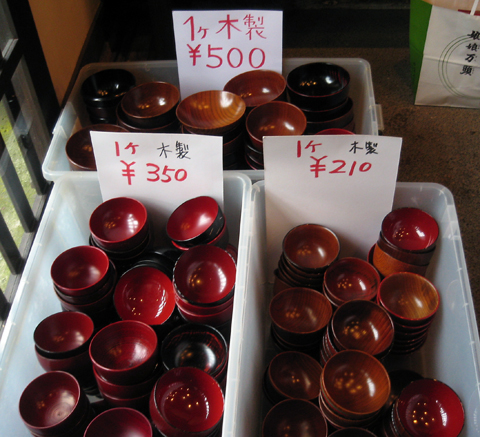
山中塗の椀（山中温泉）

山中塗（やまなかぬり）は、石川県加賀市の山中地区で生産される漆器。山中漆器（やまなかしっき）とも。

## 概要
歴史は天正年間（1573年 - 1592年）に遡ることができる。また、明和年間（1764年 - 1771年）の記載も見られる。
当初は山中温泉の湯治客相手の土産物が主で生産量も少なかったが、江戸後期、宝暦になると、後に「朱溜塗」（しゅたぬり）となる栗色塗が伝わる。文政8年（1825年）には京都より蒔絵師を招聘したり、弘化年間には加飾挽き（または糸目挽き）が始まった。明治には千筋挽き、独楽塗などが生み出され今日の下地を作った。藩政期から明治まで、流通は近隣の他郷の商人が担っていたが、1913年の温泉電軌の開通により、原料の調達が容易になり、かつ同県内の漆器の産地である金沢や輪島に比べて関西などの消費地に近いという利点を活かし、廉価の大衆製品の大量生産に踏み切る。大正期には宮内御用達の品となった。1953年には、従来の天然木、漆塗りの製品に加えて、漆との相性が良いとされるフェノール樹脂が導入され、またそれは熱硬化樹脂へと変化、それに伴って器物の成型機の変化も促された。ブライダル・ギフト市場にも参入し、1981年には会津塗を抜いて全国一の生産量となった。
木地師としては初めて人間国宝に認定された川北良造など多数の木地師を擁し、全国一の木地轆轤挽き物産地である。輪島など他産地への木地提供も行っている。

## テレビ番組
- 日経スペシャル ガイアの夜明け 「伝統工芸 復活への道 ～職人の技をビジネスに生かせ！～」（2006年7月4日、テレビ東京）[11]。- 山中漆器の欧米市場への挑戦を取材。

## その他
漆器の祖とされる惟喬親王が東山神社や漆器乃宮神社に祭られている。11月13日の「うるしの日」に合わせて祭礼が行われる。